# かどや製油
かどや製油株式会社（かどやせいゆ、英: Kadoya Sesame Mills inc.）は、東京都品川区北品川5丁目に本社を置く、ごま油を主とした食用油の製造販売をおこなう企業である。1858年（安政5年）創業。

## 概要

### 歴史
1858年に小豆島で加登屋製油所として創業される。この地で生産されるごま油は、長い間西日本を中心に高い評判を得ていたが、東日本では無名に等しかった。同社は事業の拡大を目指し、1936年（昭和11年）に食用油の卸業者として創業。同社製品の東日本の代理店を担当していた小澤物産（現在は産業資材の製造販売を手掛ける企業に転身している）と共同出資をおこない、1957年（昭和32年）に加登屋製油株式会社を設立すると共に、本社を東京都品川区に設置する。工場は、創業から現在に至るまで小豆島に位置しており、この島から離れることなく脈々と生産され続けている。その他神戸に物流拠点が存在している。

### 社名
社名は、創業当時に土庄町市街地の赤穂屋交差点角にあったことに由来する。

### 製品の特徴
世界各国から選びぬかれた胡麻を原料とし、150年という年月にわたって独特の製法でごま油を製造しつづけており、現在でもごま油における国内シェアは首位を守り続けている。
高品質の食用油のブランドとして海外に輸出されているが、特に東アジアの日本に統治されていた地域での知名度は高く、韓国ではコピー商品が摘発されたこともあった。

### 沿革
- 1858年（安政5年） - 香川県小豆島で加登屋製油所を創業、ごま油の製造販売を開始。
- 1957年（昭和32年）5月 - 加登屋製油所は事業の拡大を図るため、同製油所側と株式会社小澤商店（同製油所の東日本地区の代理店。現小澤物産株式会社）側が共同で出資を行い、新たに株式会社組織として加登屋製油株式会社を設立。本社を東京都品川区西大崎一丁目357番地に設置。
- 1961年（昭和36年）9月 - 販売拠点として、大阪支店開設。
- 1961年（昭和36年）10月 - 事業の拡大に備え、小豆島土庄港に工場用地39,600平方米を取得し、新工場を竣工。
- 1967年（昭和42年）2月 - 福岡支店開設。
- 1969年（昭和44年）4月 - 札幌支店、仙台支店、名古屋支店開設。
- 1973年（昭和48年）10月 - 広島支店開設。

## 事業所

### 本社
- 本社 - 東京都品川区

### 事業所
- 札幌営業所 - 札幌市中央区北1条西
- 仙台支店 - 仙台市青葉区堤町
- 名古屋支店 - 名古屋市中区栄
- 大阪支店 - 吹田市垂水町
- 広島支店 - 広島市西区横川町
- 福岡支店 - 福岡市博多区綱場町

### 工場
- 小豆島工場 - 香川県小豆郡土庄町
- 袖ケ浦工場 - 千葉県袖ケ浦市

## 製品（家庭用）
- ごま油
  - 金印純正ごま油
  - 純正黒ごま油
  - 純白ごま油

- 辣油
  - 黒ごま辣油
  - 辣油

- 食品ごま
  - すりごま
  - いりごま

- ねりごま
  - ねりごま

## 製品（業務用）
- ごま油
  - 金印ごま油
  - 銀印ごま油
  - 純白ごま油
  - 調合ごま油

- 辣油
  - 辣油

- 食品ごま
  - あらいごま
  - 皮むきごま
  - すりごま
  - いりごま

- ねりごま
  - ねりごま

## 製品（通販限定商品）
- ごまセサミン
- 黒ごま＆オリゴ

## CM出演者
- 蒼井優
- 高畑淳子